# Pseudotrimezia datensis
Pseudotrimezia datensis är en irisväxtart som beskrevs av Pierfelice Ravenna. Pseudotrimezia datensis ingår i släktet Pseudotrimezia och familjen irisväxter. Inga underarter finns listade i Catalogue of Life.